# Stężenie projektowe
Stężenie projektowe (ang. design concetration) - to stężenie objętościowe gazu gaśniczego w powietrzu, które zostanie osiągnięte w zabezpieczanym pomieszczeniu po wyładowaniu gaśnicy. W przypadku czystych środków gaśniczych (takich jak halon czy dwutlenek węgla) wartość stężenia projektowego przyjmuje się jako iloczyn stężenia gaszącego oraz współczynnika bezpieczeństwa.